# Angels and Demons at Play
Angels and Demons at Play è un album discografico del musicista jazz statunitense Sun Ra e della sua Myth Science Arkestra pubblicato nel 1963 dalla El Saturn Records, etichetta di proprietà dello stesso artista.

## Descrizione
La prima facciata del disco venne registrata nel 1960, includendo due tracce prese dalla sessione non-stop registrata alla Hall Recording Company o agli RCA Studios (entrambi di Chicago), attorno al 17 giugno 1960, mentre le tracce presenti sul secondo lato furono incise agli RCA studios, Chicago, nel febbraio 1956. La El Saturn Records aveva già pubblicato in precedenza tre delle canzoni sul disco (il singolo Medicine for a Nightmare/Urnack, e A Call for All Demons,  come B-side di una prima versione della canzone Saturn). Secondo il musicologo Robert L. Campbell, quest'ultimo singolo fu probabilmente il primo disco in assoluto pubblicato dalla Saturn. Era pratica comune per la Saturn quella di pubblicare su LP materiale proveniente da sessioni differenti, di periodi diversi e con musicisti differenti. Altri esempi includono The Invisible Shield (1962/1970) e Deep Purple (1948-57/1973).
La caratteristica copertina della prima edizione dell'album venne disegnata da Sun Ra. In occasione della ristampa del disco nel 1973 da parte della Impulse! Records, la copertina originale venne sostituita da un disegno raffigurante un giardino dell'Eden con diavoli ed angeli che interloquiscono tra di loro.
L'album è stato ristampato in formato compact disc nel 1993 in abbinamento a The Nubians of Plutonia, e nel 2012 in abbinamento a Sound Sun Pleasure!! e We Travel the Space Ways.

## Tracce

### LP vinile 12"
- Tutti i brani sono opera di Sun Ra, eccetto dove diversamente indicato.

Lato A
1. Tiny Pyramids – 3:38 (Ronnie Boykins)
2. Between Two Worlds – 1:56
3. Music from the World Tomorrow – 2:20
4. Angels and Demons at Play – 2:51 (Boykins)

Lato B
1. Urnack – 3:46 (Julian Priester)
2. Medicine for a Nightmare – 2:16
3. A Call for All Demons – 4:12
4. Demon's Lullaby – 2:35

## Formazione
In Urnack, Medicine for a Nightmare, A Call For Demons, e Demon's Lullaby, registrate agli RCA Studios, Chicago, nel febbraio 1956 circa;
- Sun Ra - pianoforte, piano elettrico
- Art Hoyle - tromba,
- Julian Priester - trombone
- John Gilmore - Sax Tenore
- Pat Patrick - Sax Baritono
- Wilburn Green - basso elettrico
- Robert Barry - batteria
- Jim Herndon - timpani

In Tiny Pyramids e Angels And Demons At Play, RCA Studios Chicago, 17 giugno 1960;
- Sun Ra - percussioni, campane, gong e piano
- Phil Cohran - Cornetta
- Nate Pryor - trombone e campane
- John Gilmore - sax tenore e clarinetto, percussioni
- Marshall Allen - flauto
- Ronnie Boykins - basso
- Jon Hardy - batteria, percussioni

In Between Two Worlds registrata durante sessioni dello stesso periodo;
- Sun Ra - piano
- possibly Bo Bailey - trombone
- John Gilmore - sax tenore
- Marshall Allen - sax alto
- Ronnie Boykins - basso
- possibly Robert Barry - batteria

In Music From The World Tomorrow, registrata a Chicago nel 1960;
- Sun Ra - "Organo dai toni cosmici"
- Ronnie Boykins - basso
- Phil Cohran - violino-ukulele
- Jon Hardy - batteria

## Differenti edizioni
| Data | Etichetta        | Formato | N° catalogo | Note  |
| ---- | ---------------- | ------- | ----------- | ----- |
| 1965 | Saturn Records   | LP      | 9956-2-0/P  | [ 2 ] |
| 1967 | Saturn Records   | LP      | LP 407      | [ 2 ] |
| 1974 | Impulse! Records | LP      | AS 9245     | [ 2 ] |
| 1993 | Evidence Music   | CD      | ECD 22066-2 | [ 3 ] |